# Illinois Jacquet
Jean-Baptiste Illinois Jacquet (31. října 1922 Broussard, Louisiana, USA – 22. července 2004 Queens, New York, USA) byl americký jazzový saxofonista. Jeho sólo ve skladbě „Flying Home“ je považováno za první R&B saxofonové sólo. Začínal hrát na altsaxofon v kapele svého otce Gilberta Jacqueta, ve které hráli i jeho bratři, trumpetista Russell Jacquet a bubeník Linton Jacquet.

## Sólová diskografie
- 1956: Swing's the Thing
- 1966: Illinois Flies Again
- 1966: Go Power
- 1968: How High the Moon
- 1968: Bottoms Up
- 1968: The King
- 1968: Illinois Jacquet on Prestige! Bottoms up
- 1969: The Soul Explosion
- 1969: The Blues: That's Me!
- 1971: Genius at Work
- 1971: The Comeback
- 1973: Blues from Louisiana
- 1973: The Man I Love (Black & Blue)
- 1976: On Jacquet's Street
- 1978: God Bless My Solo
- 1980: JSP Jazz Sessions, Vol. 1: New York
- 1988: Jacquet's Got It!
- 1994: Jazz at the Philharmonic: First Concert [recorded 1944]
- 1994: His All Star New York Band
- 1996: Big Horn
- 1999: Birthday Party
- 2002: The Man I Love
- 2003: Live at Schaffhausen: March 1978
- 2004: Jacquet's Street
- 2004: Collates